# 辻占スティーブンケン
辻占 スティーブン ケン（つじうら - 、Steven Ken Tsujiura、1962年2月28日 - ）は、カナダ連邦アルバータ州コールデイル出身の元プロアイスホッケー選手。

## 経歴
カルガリー大学出身。1980-81年シーズンにはWHLの最優秀選手に選ばれており、1981年のNHLドラフト10巡目(全体205位)でフィラデルフィア・フライヤーズから指名された。
AHL、スイスリーグなどでプレーした後、1994年より日本アイスホッケーリーグのコクドアイスホッケー部に加入した。長野オリンピックの前年に日本に帰化し、日本代表に選ばれた。最年長で出場した長野オリンピックではチームの副キャプテンを務めた。
日本リーグでは1994/95シーズンから1997/1998シーズンまでの4シーズンプレーした。
2002年に行われた長野カップでは日本代表の監督を務めた。